# Andrej Kmeť

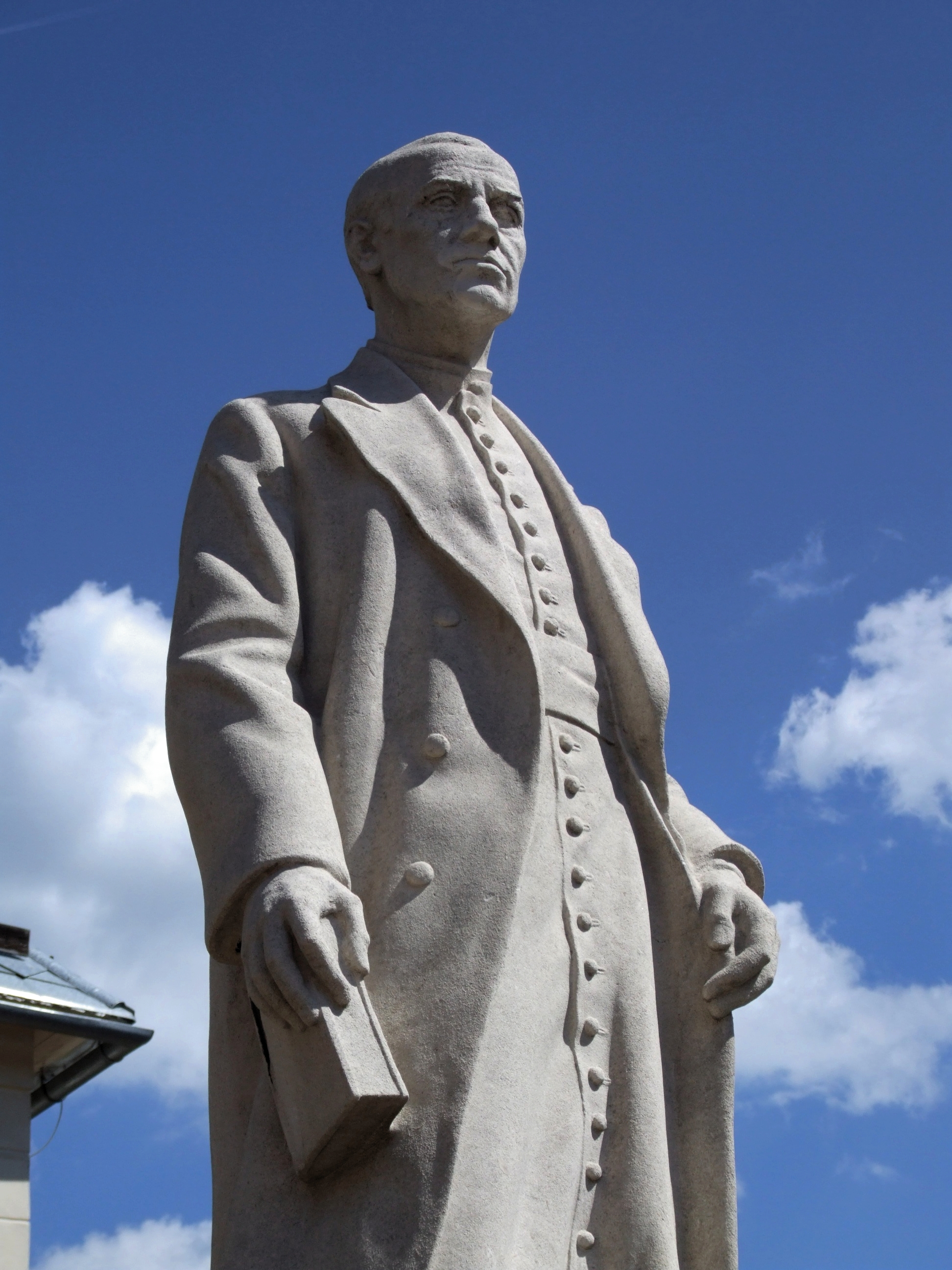
Pomnik Andreja Kmeťa w Bańskiej Szczawnicy

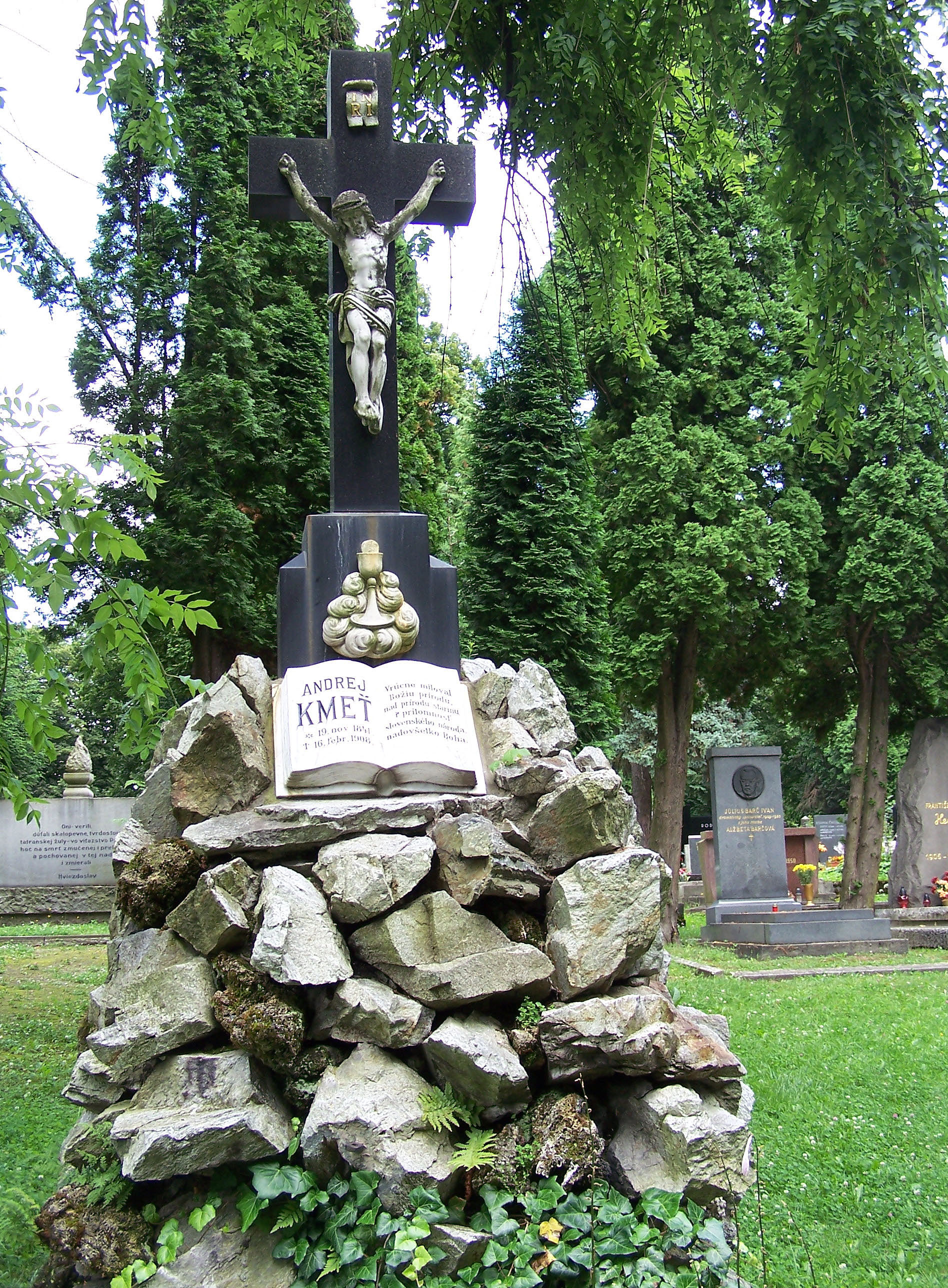
Grób Andreja Kmeťa na Cmentarzu Narodowym w Martinie

Andrej Kmeť (ur. 19 listopada 1841 w Bzenicy, zm. 16 lutego 1908 w Martinie) – słowacki ksiądz Kościoła rzymskokatolickiego, a także archeolog, geolog, mineralog, paleontolog, botanik, etnograf i historyk.

## Życiorys
Urodził się jako syn wiejskiego kowala. Był najmłodszym z ośmiorga dzieci. W wieku sześciu lat rozpoczął naukę w szkole w miejscowości Žarnovická Huta (dziś Žarnovica). Kontynuował ją następnie w gimnazjum w Bańskiej Szczawnicy, w którym nauczali (w języku niemieckim) doskonali pedagodzy z zakonu pijarów. Tu objawiło się zamiłowanie Andreja do nauk przyrodniczych, a zwłaszcza do botaniki. Po ukończeniu szóstego oddziału gimnazjum przeszedł do siódmego oddziału, tzw. małego seminarium w Trnawie. Po ukończeniu tam ósmego oddziału wstąpił na studia teologiczne w Ostrzyhomiu. Po ich ukończeniu pracował jako kapłan w miejscowości Senohrad w powiecie Krupina, a później jako proboszcz w Prenčovie. Od 1906 r. żył na emeryturze w Martinie. Zmarł w tym mieście i został pochowany na tutejszym Cmentarzu Narodowym.

## Archeologia i paleontologia
Pomimo że nie miał w tym kierunku specjalistycznego wykształcenia, był jednym z pierwszych słowackich archeologów i paleontologów. Współcześni nazywali go „słowackim Schliemannem”. Podczas swoich poszukiwań we wsi Beša wykopał i zachował szkielet mamuta.

## Etnografia i folklorystyka
Już jako student wydał drukiem zbiór ludowych pieśni bożonarodzeniowych. Podczas swej posługi kapłańskiej spisywał ludowe opowieści i podania, studiował zwyczaje i tradycje ludowe, zbierał przykłady ludowych haftów i koronek, które następnie prezentował na wystawach w kraju i zagranicą. W 1873 r. na wystawie światowej w Wiedniu zorganizował ekspozycję haftów z regionu Hont. Był współorganizatorem wystawy koronek, która miała miejsce w Martinie w roku 1887. W 1891 prezentował słowackie koronki na czesko-słowackiej wystawie jubileuszowej, a w 1893 r. – na światowej wystawie wyrobów kobiecych w Paryżu. Te same koronki zawiózł w 1895 na Czesko-Słowacką Wystawę Etnograficzną w Pradze. W tym samym 1895 roku brał udział w organizacji wystawy sztuki ludowej Hontu. W 1904 r. uczestniczył również w słowackiej wystawie w USA. Z jego inicjatywy w 1910 r. w Martinie założone zostało rękodzielnicze Towarzystwo Akcyjne Lipa (słow. Účastinná spoločnosť Lipa), zaś w Skalicy – Towarzystwo Hafciarskie (słow. Výšivkárske družstvo).

## Geologia, mineralogia, paleontologia
W dziedzinach tych współpracował głównie z profesorami Akademii Górniczej i Leśnej w Bańskiej Szczawnicy.

## Botanika
Przez blisko 50 lat systematycznie badał florę dzisiejszej Słowacji. W tym czasie zgromadził zielnik, który zawiera 72 tys. okazów, z czego 39 tys. roślin wyższych i 33 tys. roślin niższych (w tym 25 tys. śluzowców). Wśród roślin wyższych jest m.in. 6 tys. samych róż, z czego ok. 300 (z 60 gatunków) pochodzi tylko z jednego masywu Sitna – ulubionego terenu obserwacji botanicznych Kmeťa. Zielnik ten jest przechowywany w Słowackim Muzeum Narodowym. Zestawił zbiór nasion, obejmujący 1733 przykłady należące do 516 rodzajów.

## Inna działalność
W 1892 r. wysunął wniosek dotyczący założenia Słowackiego Towarzystwa Naukowego (słow. Slovenská učená spoločnosť) z siedzibą w Martinie i z filiami we wszystkich większych miastach Słowacji. Sam opracował zarys jego statutu, który został przyjęty. Powstanie tej instytucji uznaje się za jeden z kamieni milowych w kształtowaniu się samodzielnej nauki słowackiej.
Umiejętnie łączył pracę duszpasterza z działalnością oświatową i naukową. Przez całe swoje życie pracował z myślą o rozwoju i kształceniu się społeczeństwa słowackiego. Założył bibliotekę parafialną oraz bibliotekę techniczno-agronomiczną dla rolników, szkółkę drzew owocowych i spółdzielnię sadowniczą. Był inicjatorem organizowania spółdzielczych kas zapomogowo-pożyczkowych. Walczył z pijaństwem, propagując zakładanie towarzystw trzeźwości. Pisał popularne broszury dla najszerszego grona czytelników, a także artykuły z różnych dziedzin do gazet i czasopism słowackojęzycznych (np. Obzor, Katolícke noviny, Národnie noviny, Orol, Národný hlásnik, Pútnik svätovojtešský i in.), niemieckojęzycznych (np. Österreichische botanische Zeitschrift, Deutsche botanische Monatschrift) i węgierskojęzycznych.